# الصادق القربي
الصادق القربي، و اسمه الكامل الصّادق بن خليفة بن محمّد القربي ولد في 19 مارس 1956 في خنيس، هو سياسي ودبلوماسي تونسي.

## السيرة الذاتية

### الدراسة والمسار المهني
تحصل الصادق القربي على دكتوراه في الطب في 1984 وكذلك على شهادة في علم الأمراض التشريحي في 1986، وأيضا على نفس الشهادة في سويسرا. في 1991، أصبح أستاذ مشارك في الاستشفاء الجامعي، قبل أن يصبح أستاذ في الاستشفاء الجامعي في 1996. بين 1993 و1999، أصبح مدير قسم العلوم الأساسية في كلية الطب ابن الجزار بسوسة.

### المسار السياسي
في 5 سبتمبر 2002، عين في منصب كاتب دولة لدى وزير التعليم العالي والبحث العلمي والتكنولوجيا مكلف بالبحث العلمي والتكنولوجيا في حكومة محمد الغنوشي الأولى، وذلك حتى 10 نوفمبر 2004 أين أصبح وزيرا للبحث العلمي والتكنولوجيا وتنمية الكفاءات في نفس الحكومة، وبقي على راس الوزارة تسعة أشهر حتى 17 أغسطس 2005، أين عين في منصب وزير التربية والتكوين في نفس حكمة الغنوشي. غادر منصبه في 29 أغسطس 2008.

عين في 22 ديسمبر 2008 في منصب سفير تونس في مصر، ثم في 22 مارس 2010، أصبح سفير تونس في المغرب، وبقي فيها حوالي سنة ونصف حتى 16 فبراير 2011. 

في 12 يناير 2018، عين القربي رئيسا مديرا عاما للديوان الوطني للأسرة والعمران البشري التابع لوزارة الصحة التونسية، إلا أن هذا التعيين شهد جدلا كبيرا لكونه من نظام الرئيس زين العابدين بن علي المخلوع، فرفض رئيس الحكومة يوسف الشاهد تعيينه في 15 يناير 2018.

## التتبعات القضائية
بعد الثورة التونسية في 2011، أوقف وزير الصحة أنذاك مرتبه كأستاذ جامعي في الطب في المستشفى الجامعي فرحات حشاد بسوسة، ولكن المحكمة الإدارية قررت في يناير 2015 إنصافه وإعادة مرتبه. في نفس المدة نظمت تحقيقات للتحقيق في قضايا فساد إداري ومالي تتعلق بمدة إشرافه على وزارة التربية. 

بعد عدة تحقيقات في 2013، تم إيقاف الصادق القربي في 10 فبراير 2014 بتهمة استغلال موظف عندما كان سفيرا في المغرب، ولكن أطلق سراحه بعد أسابيع في 12 مارس من نفس السنة.

## الأوسمة
- الصنف الثاني من الوسام الوطني للاستحقاق بعنوان التربية والعلوم (تونس)[1]
- الصنف الرابع من وسام الجمهورية (تونس)[1]

## الحياة الخاصة
الصادق القربي متزوج وأب لأربعة أطفال.